# Округ Хамблен (Тенеси)
Хамблен (енгл. Hamblen County) је округ у америчкој савезној држави Тенеси.

## Демографија
По попису из 2010. године број становника је 62.544, што је 4.416 (7,6%) становника више него 2000. године.
| Група             | 2000.          | 2010.          |
| Белци             | 51.461 (88,5%) | 51.846 (82,9%) |
| Афроамериканци    | 2.396 (4,1%)   | 2.527 (4,0%)   |
| Азијати           | 335 (0,6%)     | 466 (0,7%)     |
| Хиспаноамериканци | 3.299 (5,7%)   | 6.711 (10,7%)  |
| Укупно            | 58.128         | 62.544         |